# Abel Ferrara

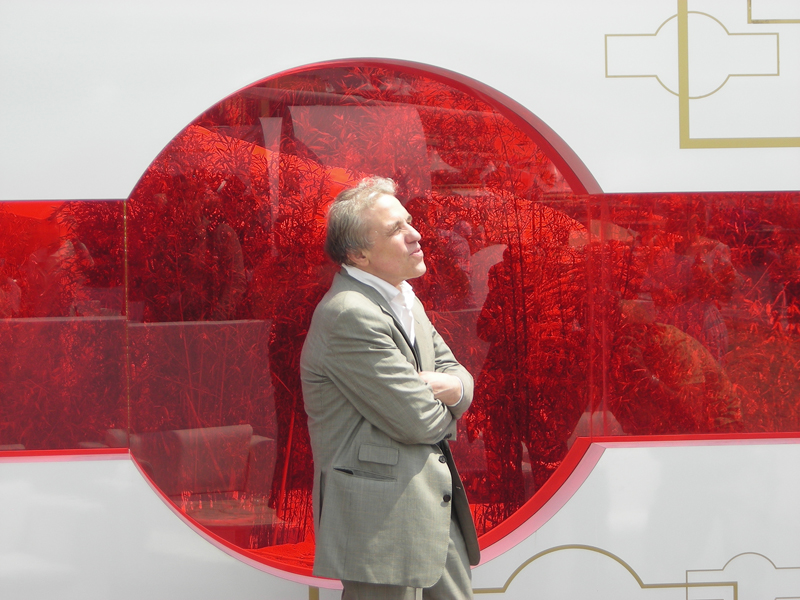
Abel Ferrara

Abel Ferrara (New York, 19 juli 1951) is een Amerikaans filmregisseur die gespecialiseerd is in het maken van duistere, sombere en vaak nihillistische films waarin hij de psychologische aftakeling van eenzame personages tegen de achtergrond van een grote stad (vaak New York) verfilmt. Verder worden zijn films gekenmerkt door katholieke symboliek en een kritische visie op actuele, maatschappelijke en politieke thema's.
Abel Ferrara staat bekend om zijn strikt onafhankelijke manier van werken. Hij werkt met een zo laag mogelijk budget en doet zo veel mogelijk zelf aan zijn films (regie, productie, script, montage). Hij filmt alles in eigen beheer en zonder bemoeienis van grote studio's.
Door zijn ongenuanceerde enscenering van geweld, seks en drugsgebruik veroorzaken zijn films in de Verenigde Staten vaak grote controverse. Daarentegen krijgt hij vanwege zijn realistische, vaak documentaire-achtige, camerawerk vaak veel lof van critici.
Ferrara's beroemdste films zijn The Driller Killer (1978), MS .45 (1981), King of New York (1990) en Bad Lieutenant (1992). Vooral dankzij deze films heeft hij een reputatie als een van de belangrijkste Amerikaanse cultregisseurs.
Vanwege inhoudelijke overeenkomsten worden de films van Ferrara vaak vergeleken met die van Martin Scorsese. Hoewel beide regisseurs New York als voornaamste locatie en katholicisme, Italiaanse afkomst, misdaad en geweld als voornaamste thema's hebben zijn er ook duidelijke verschillen. Scorsese is meer met stijl bezig terwijl Ferrara zijn films meer op een rauwe ongepolijste manier in beeld brengt. Ferrara is ook veel meer een underground filmer, terwijl Scorsese met grote budgetten en beroemde acteurs werkt. Ferrara is vaak nog gewelddadiger en gewaagder in zijn films.

## Biografie
Ferrara werd in 1951 in de New Yorkse wijk The Bronx geboren als zoon van Italiaanse immigranten. Al op heel jonge leeftijd ging hij met een Super 8-camera filmpjes maken.
Sinds zijn schooltijd werkte hij samen met zijn vriend Nicholas St. John, die het scenario voor de meeste van zijn cultfilms zou schrijven, tot en met The Funeral.

## Filmografie
- The Driller Killer (1979)
- Ms. 45 (1981)
- Fear City (1984)
- Crime Story (1986) TV serie Pilot
- China Girl (1987) film
- Cat Chaser (1989)
- King of New York (1990)
- Bad Lieutenant  (1992)
- Body Snatchers (1993)
- Dangerous Game (1993)
- The Addiction (1995)
- California (1996) Videoclip voor Mylène Farmer
- The Funeral (1996) film
- The Blackout (1997) film
- New Rose Hotel (1998) film
- R Xmas (2001)
- Mary (2005)
- Go go tales (2007)

- Biblioteca Nacional de España: XX1127826
- Bibliothèque nationale de France: cb13748112t (data)
- Gemeinsame Normdatei: 121928748
- International Standard Name Identifier: 0000 0001 2121 0611
- Library of Congress Control Number: n98021618
- MusicBrainz: dbf10c6b-6c71-4eeb-8926-926e061c47d3
- Nationale Bibliotheek van Tsjechië: js20060303004
- Nationale Bibliotheek van Israël: 987007349761605171
- Nationale Bibliotheek van Polen: a0000002887146
- Nederlandse Thesaurus van Auteursnamen: 08021844X
- Istituto Centrale per il Catalogo Unico: RAVV093967
- LIBRIS: 243044
- SNAC: w6f19514
- Système universitaire de documentation: 061126950
- Virtual International Authority File: 12486003
- WorldCat: E39PBJhmJV4DdGtQpfMQF9tR8C